# 製鉄所奉行
製鉄所奉行（せいてつじょぶぎょう）は、横須賀製鉄所などの管理のために江戸幕府が設けた職制。
横須賀製鉄所（明治維新後の横須賀造船所）は、軍艦の造船および造船に必要となる鉄や工作機械を製造するために江戸幕府が開設を進めたものであり、当初は小栗忠順や柴田剛中ら8人の製鉄所委員が責任者となっていたが、慶応2年12月に新たに製鉄所奉行の職が設けられ、同奉行が責任者となった。
製鉄所奉行の役高は2,000石であり、その下には役高1,000石の奉行並を筆頭に45人の官吏が置かれていた。職制設置時の同奉行は一色直温、奉行並は古賀謹一郎であり、一色直温は横須賀製鉄所が慶應4年に新政府に引き渡されるまで同奉行を務めていた。